# Blang Monlung
Blang Monlung is een bestuurslaag in het regentschap Aceh Jaya van de provincie Atjeh, Indonesië. Blang Monlung telt 339 inwoners (volkstelling 2010).